# ルーネンバーグ郡 (バージニア州)
ルーネンバーグ郡（英: Lunenburg County）は、アメリカ合衆国バージニア州の中央部南に位置する郡である。2010年国勢調査での人口は12,914人であり、2000年の13,146人から1.8%減少した。郡庁所在地は国勢調査指定地域のルーネンバーグ（人口165人）であり、同郡で人口最大の町はビクトリア町（人口1,725人）である。

## 歴史
ルーネンバーグ郡は1746年5月1日、ブランズウィック郡から分離して設立された。郡名はドイツのブランズウィック＝リューネバーグ公国から採られており、イギリスのハノーヴァー朝の王がブラウンシュヴァイク＝リューネブルク公を兼ねていたからだった。南北戦争に向かう時代に「古き自由州」という渾名があった。これは、もしノースカロライナ州がアメリカ連合国に加盟しなかった場合には、ルーネンバーグ郡がバージニア州と袂を分かち、ノースカロライナ州に加わる可能性があったからだった。
ルーネンバーグ郡の初期開拓者の中にキングウィリアム郡生まれのウィリアム・テイラーがいた。その父はバージニア生まれで、イングランドのトリニティ・カレッジで教育を受けた英国教会の牧師のダニエル・テイラーであり、母はアリス・リトルページ・テイラーだった。ウィリアム・テイラーは、ウィリアムズバーグのベンジャミン・ウォラーの娘、マーサ・ウォラーと結婚した。
1760年、テイラーはルーネンバーグ郡で3つの隣接する土地、総面積827エーカー (3.35 km2) を購入した。間もなく郡の指導的な者となり、1765年から1768年には郡を代表してバージニア州下院議員を務めた。1765年にはパトリック・ヘンリーの提案したバージニア決議に賛成票を投じた。テイラーは郡事務官を51年間（1763年-1814年）務めた。
テイラーの郡事務官としての後任は息子のヘンリーが就き、1814年から1846年まで32年間務めた。もう一人の息子ウォラー・テイラー将軍は郡を代表してバージニア州下院議員を務め、その後インディアナ州ビンセンズに移転した。ウォラーはそこで判事となり、その後の米英戦争ではウィリアム・ハリソン将軍の下でアメリカ陸軍の副参謀を務めた。インディアナが州に昇格すると、1816年から1825年まで同州選出初代アメリカ合衆国上院議員の一人となった。ウォラーは1826年にルーネンバーグ郡の親戚の家を訪ねている時に死んだ。

## 地理
アメリカ合衆国国勢調査局に拠れば、郡域全面積は432平方マイル (1,120 km2)であり、このうち陸地432平方マイル (1,118 km2)、水域は1平方マイル (2 km2)で水域率は0.16%である。

### 主要高規格道路
- バージニア州道40号線
- バージニア州道49号線
- バージニア州道137号線
- バージニア州道138号線

### 隣接する郡
- プリンスエドワード郡 - 北
- ノットウェイ郡 - 北東
- ブランズウィック郡 - 東
- メクレンバーグ郡 - 南
- シャーロット郡 - 西

## 人口動態
以下は2000年国勢調査による人口統計データである。
| 基礎データ - 人口: 13,146人 - 世帯数: 4,998 世帯 - 家族数: 3,383 家族 - 人口密度: 12人/km2（30人/mi2） - 住居数: 5,736軒 - 住居密度: 5軒/km2（13軒/mi2） 人種別人口構成 - 白人: 59.12% - アフリカン・アメリカン: 38.58% - ネイティブ・アメリカン: 0.16% - アジア人: 0.21% - 太平洋諸島系: 0.05% - その他の人種: 0.75% - 混血: 1.14% - ヒスパニック・ラテン系: 1.79% 年齢別人口構成 - 18歳未満: 21.3% - 18-24歳: 8.0% - 25-44歳: 28.1% - 45-64歳: 25.8% - 65歳以上: 16.8% - 年齢の中央値: 40歳 - 性比（女性100人あたり男性の人口） - 総人口: 113.8 - 18歳以上: 115.7 | 世帯と家族（対世帯数） - 18歳未満の子供がいる: 27.3% - 結婚・同居している夫婦: 49.5% - 未婚・離婚・死別女性が世帯主: 13.3% - 非家族世帯: 32.3% - 単身世帯: 28.7% - 65歳以上の老人1人暮らし: 14.7% - 平均構成人数 - 世帯: 2.39人 - 家族: 2.91人 収入と家計 - 収入の中央値 - 世帯: 27,899米ドル - 家族: 34,302米ドル - 性別 - 男性: 26,496米ドル - 女性: 20,237米ドル - 人口1人あたり収入: 14,951米ドル - 貧困線以下 - 対人口: 20.0% - 対家族数: 14.9% - 18歳未満: 27.3% - 65歳以上: 22.8% |

## 町
- ケンブリッジ
- ビクトリア

### 未編入の町
- ルーネンバーグ - 郡庁所在地
- メヘリン
- フォートミッチェル